# Алтоминстер
Алтоминстер (њем. Altomünster) град је у њемачкој савезној држави Баварска. Једно је од 17 општинских средишта округа Дахау. Према процјени из 2010. у граду је живјело 7.335 становника. Посједује регионалну шифру (AGS) 9174111.

## Географија
Алтоминстер се налази у савезној држави Баварска у округу Дахау. Град се налази на надморској висини од 518 метара. Површина општине износи 75,7 km².

## Становништво
У самом граду је, према процјени из 2010. године, живјело 7.335 становника. Просјечна густина становништва износи 97 становника/km².

## Међународна сарадња
| Мјесто   | Држава   | Врста сарадње | Од    |
| -------- | -------- | ------------- | ----- |
| Нађвењим | Мађарска | партнерство   | 1993. |
| Извор    |          |               |       |